# Sísifo
Na mitologia grega, Sísifo (em grego:  Σίσυφος, transl.: Sísyphos), filho do rei Éolo, da Tessália, e Enarete, era considerado o mais astuto de todos os mortais.
Foi o fundador e primeiro rei de Éfira, depois chamada Corinto, onde governou por diversos anos. Casou-se com Mérope, filha de Atlas, sendo pai de Glauco e avô de Belerofonte.

## Família Paterna
Éolo foi um dos filhos de Heleno, filho de Deucalião, e reinou sobre a Tessália. Enarate era filha de Deimachus.
Éolo e Enarete tiveram vários filhos: Creteu, Sísifo, Deioneu, Salmoneu, Atamante, Perieres, Cercafas e Magnes, e filhas, Calice, Peisidice, Perimele, Alcíone e Cânace.

## A história de Sísifo
Mestre da malícia e da felicidade, ele entrou para a tradição como um dos maiores ofensores dos deuses.
Segundo Higino, ele odiava seu irmão Salmoneu; perguntando a Apolo como ele poderia matar seu inimigo, o deus respondeu que ele deveria ter filhos com Tiro, filha de Salmoneu, que o vingariam. Dois filhos nasceram, mas Tiro, descobrindo a profecia, os matou. Sísifo se vingou ... e, por causa disso, ele recebeu como castigo na terra dos mortos empurrar uma pedra até o lugar mais alto da montanha, de onde ela rola de volta.
Segundo Pausânias, ele tornou-se rei de Corinto após a partida de Jasão e Medeia; nesta versão, Medeia não matou os próprios filhos por vingança, mas escondeu-os no templo de Hera esperando que, com isso, eles se tornassem imortais.
Sísifo casou-se com Mérope, uma das sete Plêiades, tendo com ela um filho, Glauco. Ele também teve outros filhos, Ornitião, Tersandro e Almus.
Certa vez, uma grande águia sobrevoou sua cidade, levando nas garras uma bela jovem. Sísifo reconheceu a jovem Egina, filha de Asopo, um deus-rio. Mais tarde, o velho Asopo veio perguntar-lhe se sabia do rapto de sua filha e qual seria seu destino. Sísifo logo fez um acordo: em troca de uma fonte de água para sua cidade, ele contaria o paradeiro da filha. O acordo foi feito e a fonte presenteada recebeu o nome de Pirene.
Assim, ele despertou a raiva do grande Zeus, que enviou o deus da Morte, Tânato, para levá-lo ao mundo subterrâneo. Porém o esperto Sísifo conseguiu enganar o enviado de Zeus. Elogiou sua beleza e pediu-lhe para deixá-lo enfeitar seu pescoço com um colar. O colar, na verdade, não passava de uma coleira, com a qual Sísifo manteve a Morte aprisionada e conseguiu driblar seu destino.
Durante um tempo não morreu mais ninguém. Sísifo soube enganar a Morte, mas arrumou novas encrencas. Desta vez com Hades, o deus dos mortos, e com Ares, o deus da guerra, que precisava dos préstimos da Morte para consumar as batalhas.
Tão logo teve conhecimento, Hades libertou Tânato e ordenou-lhe que trouxesse Sísifo imediatamente para as mansões da morte. Quando Sísifo se despediu de sua mulher, teve o cuidado de pedir secretamente que ela não enterrasse seu corpo.
Já no inferno, Sísifo reclamou com Hades da falta de respeito de sua esposa em não o enterrar. Então suplicou por mais um dia de prazo, para se vingar da mulher ingrata e cumprir os rituais fúnebres. Hades lhe concedeu o pedido. Sísifo então retomou seu corpo e fugiu com a esposa. Havia enganado a Morte pela segunda vez.
Outra história a respeito de Sísifo trata do ocorrido quando Autólico, o mais esperto e bem-sucedido ladrão da Grécia (que era filho de Hermes e vizinho de Sísifo), tentou roubar-lhe o gado. Autólico mudava a cor dos animais. As reses desapareciam sistematicamente sem que se encontrasse o menor sinal do ladrão, porém Sísifo começou a desconfiar de algo, pois o rebanho de Autólico aumentava à medida que o seu diminuía. Sísifo, um homem letrado (teria sido um dos primeiros gregos a dominar a escrita), teve a ideia de marcar os cascos de seus animais com sinais de modo que, à medida que a res se afastava do curral, aparecia no chão a frase "Autólico me roubou". Posteriormente, Sísifo e Autólico fizeram as pazes e se tornaram amigos. Sísifo também seduziu Anticleia, filha de Autólico, que mais tarde se casou com o rei de Ítaca, Laerte; por este motivo, Odisseu é considerado, por alguns autores, como filho de Sísifo.
Sísifo morreu de velhice e Zeus enviou Hermes para conduzir sua alma a Hades. No tártaro, Sísifo foi considerado um grande rebelde e teve um castigo, juntamente com Prometeu, Tício, Tântalo e Íxion.
Sísifo recebeu esta punição: foi condenado a, por toda a eternidade, rolar uma grande pedra de mármore com suas mãos até o cume de uma montanha, sendo que toda vez que ele estava quase alcançando o topo, a pedra rolava novamente montanha abaixo até o ponto de partida por meio de uma força irresistível, invalidando completamente o duro esforço despendido. Por esse motivo, a expressão "trabalho de Sísifo", em contextos modernos, é empregada para denotar qualquer tarefa que envolva esforços longos, repetitivos e inevitavelmente fadados ao fracasso - algo como um infinito ciclo de esforços que, além de nunca levarem a nada útil ou proveitoso, também são totalmente desprovidos de quaisquer opções de desistência ou recusa em fazê-lo.

## Trabalho de Sísifo
Sísifo tornou-se conhecido por executar um trabalho rotineiro e cansativo. Tratava-se de um castigo para mostrar-lhe que os mortais não têm a liberdade dos deuses. Os mortais têm a liberdade de escolha, devendo, pois, concentrar-se e comprometer-se nos afazeres da vida cotidiana, vivendo-a em sua plenitude, tornando-se criativos na repetição e na monotonia.
Árvore genealógica baseada em Apolodoro (parcial):
| Éolo | Éolo | Éolo | Éolo | Éolo | Éolo |        |        |        |        |        |        | Enarete | Enarete | Enarete | Enarete | Enarete | Enarete |        |  |  |  | Atlas | Atlas | Atlas | Atlas | Atlas | Atlas |        |        |        |        |        |        | Pleione | Pleione | Pleione | Pleione | Pleione | Pleione |  |  |  |  |  |  |  |  |  |  |  |  |  |  |  |  |  |  |  |  |  |  |  |  |  |  |  |  |  |  |
| Éolo | Éolo | Éolo | Éolo | Éolo | Éolo |        |        |        |        |        |        | Enarete | Enarete | Enarete | Enarete | Enarete | Enarete |        |  |  |  | Atlas | Atlas | Atlas | Atlas | Atlas | Atlas |        |        |        |        |        |        | Pleione | Pleione | Pleione | Pleione | Pleione | Pleione |  |  |  |  |  |  |  |  |  |  |  |  |  |  |  |  |  |  |  |  |  |  |  |  |  |  |  |  |  |  |
|      |      |      |      |      |      |        |        |        |        |        |        |         |         |         |         |         |         |        |  |  |  |       |       |       |       |       |       |        |        |        |        |        |        |         |         |         |         |         |         |  |  |  |  |  |  |  |  |  |  |  |  |  |  |  |  |  |  |  |  |  |  |  |  |  |  |  |  |  |  |
|      |      |      |      |      |      | Sísifo | Sísifo | Sísifo | Sísifo | Sísifo | Sísifo |         |         |         |         |         |         |        |  |  |  |       |       |       |       |       |       | Mérope | Mérope | Mérope | Mérope | Mérope | Mérope |         |         |         |         |         |         |  |  |  |  |  |  |  |  |  |  |  |  |  |  |  |  |  |  |  |  |  |  |  |  |  |  |  |  |  |  |
|      |      |      |      |      |      | Sísifo | Sísifo | Sísifo | Sísifo | Sísifo | Sísifo |         |         |         |         |         |         |        |  |  |  |       |       |       |       |       |       | Mérope | Mérope | Mérope | Mérope | Mérope | Mérope |         |         |         |         |         |         |  |  |  |  |  |  |  |  |  |  |  |  |  |  |  |  |  |  |  |  |  |  |  |  |  |  |  |  |  |  |
|      |      |      |      |      |      |        |        |        |        |        |        |         |         |         |         |         |         |        |  |  |  |       |       |       |       |       |       |        |        |        |        |        |        |         |         |         |         |         |         |  |  |  |  |  |  |  |  |  |  |  |  |  |  |  |  |  |  |  |  |  |  |  |  |  |  |  |  |  |  |
|      |      |      |      |      |      |        |        |        |        |        |        |         |         |         |         |         |         | Glauco |  |  |  |       |       |       |       |       |       |        |        |        |        |        |        |         |         |         |         |         |         |  |  |  |  |  |  |  |  |  |  |  |  |  |  |  |  |  |  |  |  |  |  |  |  |  |  |  |  |  |  |